# Coronación
Coronación és una pel·lícula xilena de 2000, del gènere drama, dirigida pel cineasta Silvio Caiozzi. Protagonitzada per María Cánepa, Julio Jung, Adela Secall i Paulo Meza.
Basada en la novel·la homònima de José Donoso, en el seu moment es va transformar en la pel·lícula llatinoamericana amb major quantitat de premis rebuts de la història del cinema (36 premis). La primera versió d'aquesta pel·lícula es va filmar en Mèxic en 1976, amb els papers principals a càrrec d'Ernesto Alonso, Carmen Montejo i Leticia Perdigón.

## Sinopsi
El film narra la història d'Andrés (Julio Jung), que porta una existència aburgesada i avorrida en una gran casona al costat de la seva àvia Elisa de Ábalos (María Cánepa), una anciana dement que perd gradualment la noció de la realitat. Aquesta monotonia del protagonista es veu afectada quan arriba a la casona, Estela (Adela Secall), una jove pobletana i innocent que es transforma immediatament en l'objecte d'atracció d'Andrés, qui comença una lluita interna provocada pels seus nous sentiments. La noia, per part seva, s'enamora de Mario (Paulo Meza), un humil soldador del barri, qui és germà d'un delinqüent d'estar per casa. Aquest últim personatge és el que desencadenarà el conflicte final de la pel·lícula.

## Repartiment
- Julio Jung – Andrés Ábalos
- María Cánepa – Doña Elisa Grey de Ábalos
- Adela Secall – Estela
- Gabriela Medina – Lourdes
- Myriam Palacios – Rosario
- Jaime Vadell – Carlos Gross
- Paulo Meza – Mario
- Luis Dubó – René
- Gloria Münchmeyer – Adriana de Gross
- Delfina Guzmán – María
- Marcial Edwards – Jaime
- María Izquierdo – Dora
- Jaime Celedón – Aldo
- Rosita Nicolet – Tenchita
- Mauricio Pesutic – Don Ramón

## Estrena
La pel·lícula va ser estrenada enmig d'una gran expectació el 24 d'abril de 2000, al Teatro Municipal de Santiago (un lloc habitualment destinat a espectacles musicals, òperes, i ballet). Van assistir a l'estrena importants personalitats, com el llavors president Ricardo Lagos Escobar i l'alcalde de la capital Jaime Ravinet. Malgrat no ser una cinta orientada a la taquilla, es va mantenir en cartellera per més de sis mesos, superant la barrera de 100.000 espectadors, una cosa poc comuna per a una cinta local a Xile.

## Crítiques
La crítica i el públic van aplaudir unànimement la cinta, la qual es va convertir en la gran guanyadora de tots els premis nacionals de la indústria cinematogràfica.
- MAGISTRAL! Si la paraula perfecte no fos tan inapropiada per a l'art, aquest és el qualificatiu que caldria donar-li a aquest luxe de pel·lícula que ens brinda Silvio Caiozzi (Ana Josefa Silva, La Segunda)

- CORONACIÓN mereix figurar amb honors entre les obres mestres del cinema xilè (Mariano Silva, Televisió Nacional de Xile)

- Quan la cinta de Caiozzi arriba a la seva fi, la satisfacció definitivament es dona volta pel pit abans d'arribar als palmells de les mans (Francisco Aravena, El Mercurio)

- La pel·lícula va aconseguir unir amb èxit a dos creadors únics, el talent de Caiozzi i el món particular de Donoso (Antonio Skármeta)

- La pel·lícula més reeixida del cinema xilè. Plena de detalls impagables. La mitja hora final és insuperable (Volodia Teitelboim)

## Premis
Per aquesta cinta, Silvio Caiozzi va guanyar el premi al Millor Director en el Festival Internacional de Cinema de Mont-real 2000, el qual li va ser lliurat de mans del cineasta serbi Emir Kusturica. També fou candidata xilena a l'Oscar a la millor pel·lícula de parla no anglesa als Premis Oscar del 2000.
La cinta va guanyar a més, entre molts altres, els següents premis:
- Millor Pel·lícula, Millor Actuació (Julio Jung) i Millor Guió, Festival de Cinema Iberoamericà de Huelva, Espanya.[6]
- Millor Pel·lícula, Millor Director i Millor Música (Luis Advis), Festival de Cinema Llatinoamericà de Trieste, Itàlia.